# Bilan des clubs marocains en coupes africaines des clubs
 (août 2024).
Si vous disposez d'ouvrages ou d'articles de référence ou si vous connaissez des sites web de qualité traitant du thème abordé ici, merci de compléter l'article en donnant les références utiles à sa vérifiabilité et en les liant à la section « Notes et références ».
 (août 2024).
- Si vous ne connaissez pas le sujet, laissez ce bandeau (vous pouvez alors contacter les auteurs).
- Si vous supprimez le contenu mis en cause (vous pouvez préalablement contacter les auteurs),

argumentez précisément cette suppression dans la page de discussion
(un manque de référence n'est pas un argument ; une recherche réelle de référence doit avoir été effectuée, être formellement documentée).
Le bilan des clubs marocains en coupes africaines des clubs retrace l'ensemble des différentes participations des clubs marocains de football en coupes africaines des clubs depuis 1968.

## Compétitions organisées par laConfédération africaine de football
- Ligue des Champions de la CAF
- Coupe de la CAF
- Coupe d'Afrique des vainqueurs de coupe
- Supercoupe d'Afrique

## Bilan des clubs marocains (1968-2020)
|    | Club                   | Participations | Titres | J  | G | N | P | bp | bc | Diff. |
| -- | ---------------------- | -------------- | ------ | -- | - | - | - | -- | -- | ----- |
| 1  | FAR de Rabat           | 17             | 2      |    |   |   |   |    |    |       |
| 2  | Raja de Casablanca     | 16             | 5      |    |   |   |   |    |    |       |
| 3  | Wydad de Casablanca    | 16             | 3      |    |   |   |   |    |    |       |
| 4  | Kawkab de Marrakech    | 5              | 1      |    |   |   |   |    |    |       |
| 5  | Maghreb de Fès         | 4              |        |    |   |   |   |    |    |       |
|    | Olympique de Khouribga | 4              |        |    |   |   |   |    |    |       |
| 7  | Hassania d'Agadir      | 3              |        | 12 | 4 | 6 | 2 | 11 | 9  | +2    |
| 8  | KAC de Kénitra         | 2              |        | 7  | 2 | 3 | 2 | 8  | 7  | +1    |
|    | FUS de Rabat           | 2              |        |    |   |   |   |    |    |       |
|    | CODM de Meknès         | 2              |        |    |   |   |   |    |    |       |
| 11 | Renaissance de Settat  | 1              |        | 6  | 1 | 4 | 1 | 6  | 6  | 0     |
|    | Difaâ d'El Jadida      | 1              |        | 5  | 2 | 2 | 1 | 2  | 1  | +1    |
|    | Chabab Mohammédia      | 1              |        | 4  | 2 | 1 | 1 | 4  | 3  | +1    |
|    | Rachad Bernoussi       | 1              |        | 2  | 1 | 0 | 1 | 3  | 3  | 0     |